# František Daněk (palubní střelec)
František Daněk (3. prosince 1919 Dolní Němčí – 1999 Londýn) byl český palubní střelec 311. československé bombardovací perutě.

## Život

### Před druhou světovou válkou
František Daněk se narodil 3. prosince 1919 v Dolním Němčí na Uherskohradišťsku v rodině malozemědělce Jana Daňka a Františky, rozené Ježkové. Z důvodu tíživé ekonomické situace odjel jeho otec v roce 1928 za živobytím do Buenos Aires, matka ho následovala v roce 1930, František Daněk se sestrou zůstal ve výchově u babičky Kateřiny Ježkové. Za rodiči odjely obě děti v roce 1936.

### Druhá světová válka
Po vypuknutí druhé světové války se František Daněk ve Spojeném království přihlásil do Československé armády v zahraničí. Byl zařazen k letectvu a vycvičen na palubního střelce. Operačně působil v 311. československé bombardovací peruti, účastnil se náletů na nacistické Německo a okupovanou Evropu, od roku 1942 pak protiponorkových a protilodních hlídkových letů na oceánem.

### Po druhé světové válce
Po skončení druhé světové války se František Daněk usadil v Anglie a začal pracovat ve strojírenském podniku. Oženil se s Angličankou, za války rovněž příslušnicí Royal Air Force. Zemřel v Londýně v roce 1999.

## Ocenění

### Vyznamenání
- Československá medaile Za chrabrost před nepřítelem

### Posmrtná ocenění
- V roce 2024 byla Františku Daňkovi v jeho rodném Dolním Němčí odhalena pamětní deska